# フォトモンタージュ

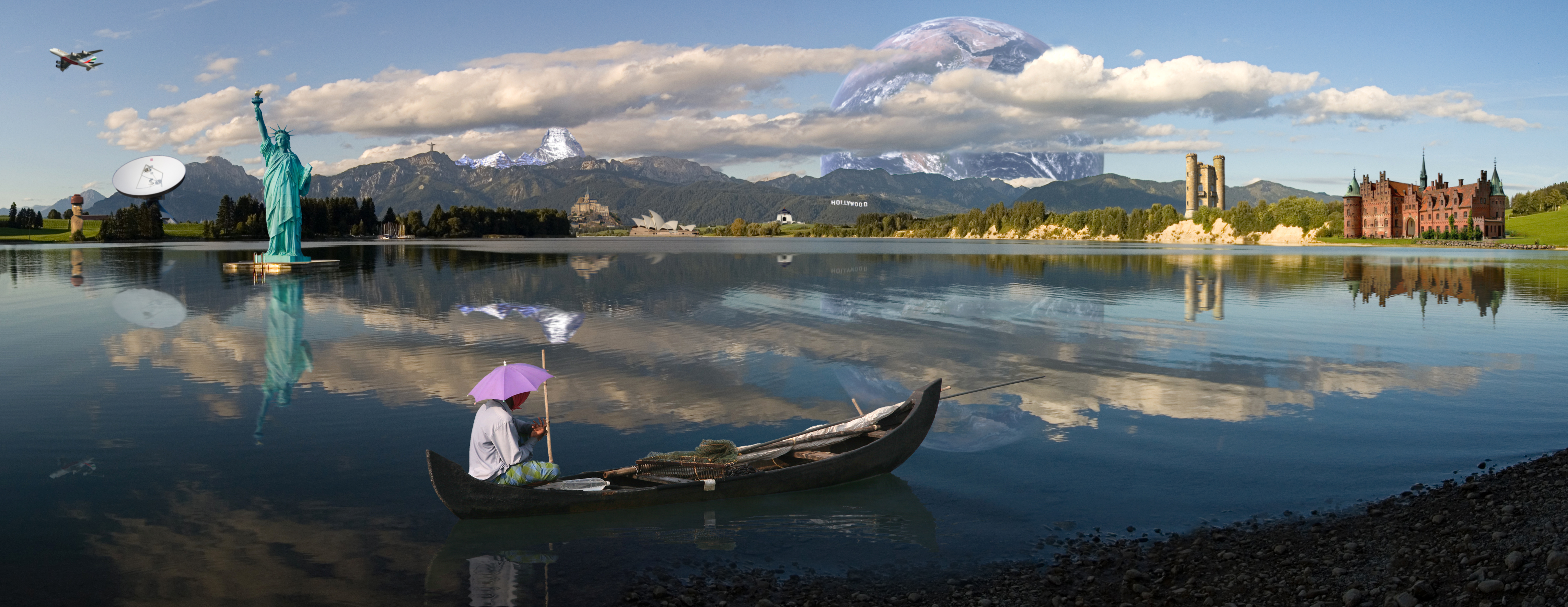
16枚の写真を用いてフォトショップで作成したフォトモンタージュ

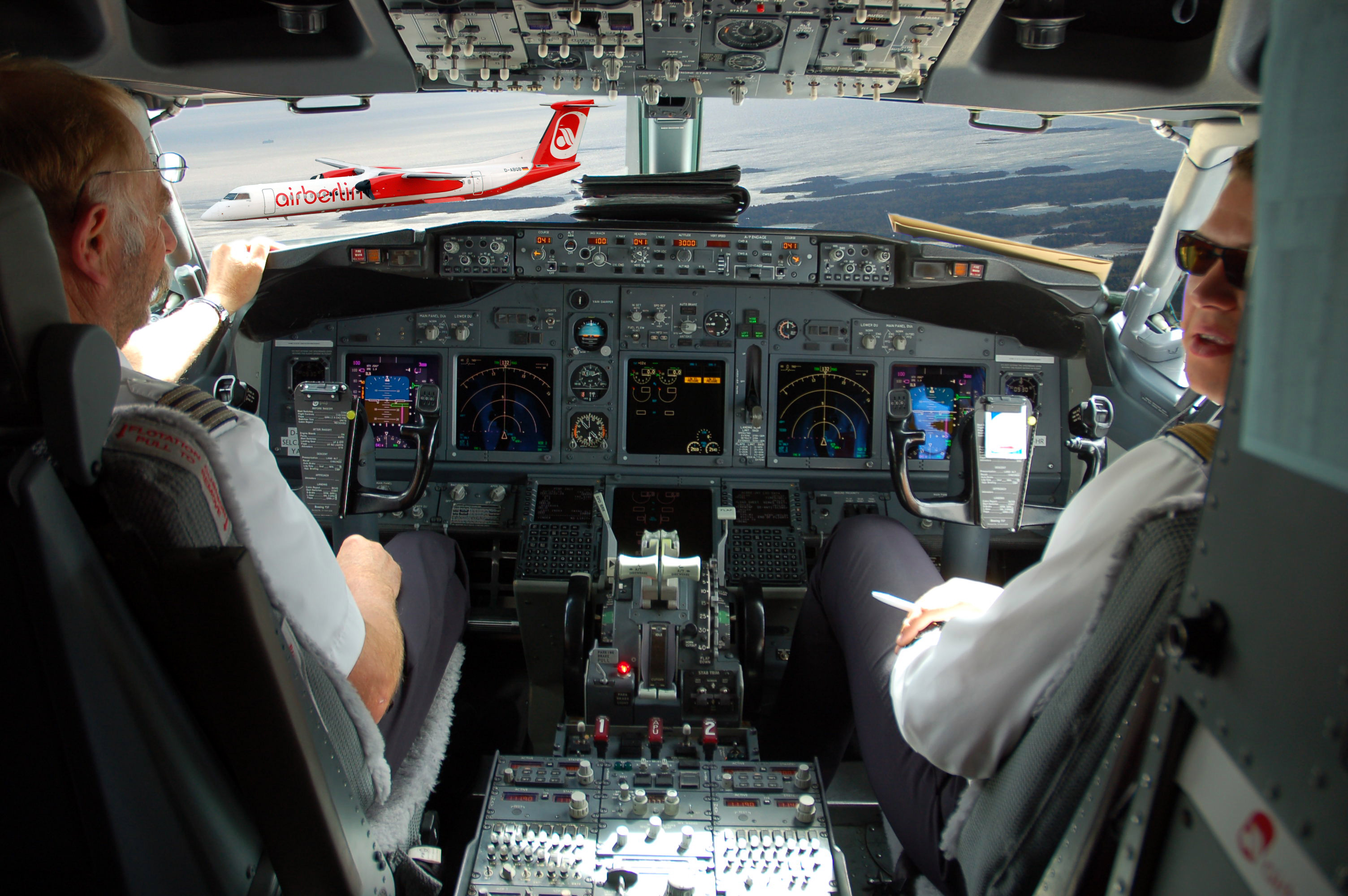
コックピット内、駐機中の航空機、空撮された風景写真を合成したフォトモンタージュ

フォトモンタージュ（英: photomontage）とは、写真を部分的な要素として引用し平面に切り貼りする写真作品や、多重露光などの方法により合成し制作された写真作品。初期には独自の表現運動として存在した。
現在では写真作品だけでなく、絵画の一部や印刷された活字や文字などの一部を含む場合も、基本的に写真がある程度のボリュームで作品中に含まれていればそのように呼ばれる。また、断片的に使われる写真は要素であることが許容されるため、みずから撮影した写真でなく既存の写真でも構わないとされる。

## 概要
いわば、写真のコラージュであるから、「フォトコラージュ」（英: Photocollage）とも呼ばれる。「合成写真」と呼ばれることもある。「モンタージュ写真」という言葉もあるが、こちらは通常、警察などにより事件の捜索のため、既存の複数の写真を合成し、犯人などに似せてつくられた顔写真を意味することが多い。
19世紀後期には、すでに写真を切り貼りした作品が散見されるが、系統的に創作した表現運動という意味では、1919年のロシアでマレーヴィチの弟子であるグスタフ・クルーツィスが、ドイツのベルリンではダダに属するジョージ・グロス、ラウル・ハウスマン、ジョン・ハートフィールドが、それぞれのフォトモンタージュ作品を制作しはじめたといわれる。この頃のヨーロッパにおいては、新奇な意外性、批判性、幻想性などの表現における観点から、主にダダイズムの作家やシュルレアリスムの作家などが手がけた。1931年にはドイツのベルリンで大々的な写真展『フォト・モンタージュ展』が開催され、バウハウスの芸術家らにも影響を与えた。
この時代のフォトモンタージュは、例外的にロシアにおいて独自の発展を遂げる。ボルシェビキ革命後は構成主義が極度に推し進められた「生産主義」宣言が相次ぎ、芸術家らには『社会のための芸術・有用性のための芸術』が国家より求められた。1922年にはマヤコフスキーが上記のハートフィールドやグロッスの作品を滞在先のドイツで目にし、帰国後に国内のロシア構成主義の芸術家らに紹介したことも大きな影響を与えたといえる。先行してフォトモンタージュを手掛けていたグスタフ・クルシスは翌年の1923年にプロパガンダのための「フォトモンタージュ研究所」をモスクワに設立。クルシスは同国における同運動の中心となったこの研究所で、視覚言語としてのフォトモンタージュを政治的プロパガンダとして利用するための方法を急速に確立した。結果、フォトモンタージュはソビエトでは政治改革を遂げるための集団的革命表現運動としてとらえられた。
フォトモンタージュは現在では単なる美術表現作品である場合も多いが、その出自をみればきわめて前衛的な美術表現であり、政治的に応用できる視覚言語としての強度を持っていた。社会批判・政治批判・体制批判（例、ハートフィールドの作品）、プロパガンダ（例、日本における第二次世界大戦下の「FRONT」、ソ連や中国などの社会主義諸国における政府主導報道写真）社会風刺やパロディなどにも用いられ、現在においては広告用の作品などに一般的な手法となっている。
フォトモンタージュは、意識的に切り貼りや合成であることが一目瞭然であるようにされている作品（例、ハンナ・ヘッヒの作品）がある一方で、エアブラシなどを用い、切り貼りや合成であることが一見わからないようにした作品（例、ジョン・ハートフィールドの作品）もあり、その表現には幅がある。コンピュータが普及してからは、実際に撮影された写真と判別がつかないよう処理された作品も制作されている。

## 日本におけるフォトモンタージュ
日本において、フォトモンタージュ作品を制作した美術家（写真家）としては、戦前では、中山岩太、小石清、平井輝七、花和銀吾、坂田稔、山本悍右、高橋渡、大久保好六、古川成俊、瑛九、永田一脩など、戦後では、木村恒久（作品例：1979年「都市はさわやかな朝をむかえる」（のち、パイオニアの広告でも使用された）、1980年「ツィゴイネルワイゼン」）、カズキヒロなどがいる。
しかし、日本においてはまとまった形でフォトモンタージュを紹介した展覧会はまだ少ない。関連性がある展覧会は次である。
- 日本近代写真の成立と展開

1995年、東京都写真美術館
- コラージュとフォトモンタージュ展

2006年11月3日（金曜日）から12月17日（日曜日）、東京都写真美術館

## フォトモンタージュの権利問題
フォトモンタージュにおいては、材料となる写真に存在する権利が問題になることがある。
米国においては、米国憲法修正第1条（いわゆる「言論の自由」条項）により、製作者の意志が肖像権よりも優先されるとし、2002年4月17日に連邦最高裁によって、「コラージュを禁止することはパロディを認めないことであり、思想・言論の自由を侵すものである」「著作権法の引用に適合する」との判断が下された。
このため現在アメリカでは、有名人のみならず政治家などのコラージュが作られている。特に反戦を訴えるアメリカの人々により、アフガン戦争やイラク戦争の際に作成された、ブッシュ大統領とオサマ・ビンラディンやサッダーム・フセインとの卑猥シーンなどをコラージュで造った反戦目的のものが有名である。
日本では、昭和天皇コラージュ事件の1審判決（1998年12月16日、富山地裁）で示されたように、表現の自由による肖像権侵害を無条件に認める考えは少なく、一定の要件を求めることが多い（上述判例では(1)本人の同意(2)公的存在の法理の2つを例として挙げている他、作成された作品の材料となった人物について名誉毀損など不利益がないかを検討している）。そのため、アメリカに比べて、表現の自由より肖像権を優先する傾向があるのではという指摘がある。
また、作品の著作権侵害問題ではマッド・アマノと写真家 白川義員の間で裁判で争われた「パロディ・モンタージュ写真事件」（1980年 (昭和55年) 3月28日 最高裁判決、民集34巻3号244頁）などがある。
近年では、フリー写真素材サイト「ぱくたそ」上で写真作家のカズキヒロが権利関係に問題の生じないオリジナルかつアート性の高いフォトモンタージュ作品を大量にリリースしており、そのフォトモンタージュ作品のみでビジュアルが構成された書籍が講談社から出版されるなど社会的な反響を呼んでいる。

## インターネットにみられる合成画像
インターネットでは様々な、大衆的フォトモンタージュが多く流布されている。その代表的な物にアイドルコラージュ（アイコラ）がある。他に、笑いを取るため（たとえば面白画像・バカ画像として）や（送られた相手の気分を害する、敵性勢力を侮蔑する意味などでの）嫌がらせをするためなど低俗な目的で作成された物もある。不特定多数の参加者が画像を投稿できる掲示板においても、フォトモンタージュが散見されることがある。

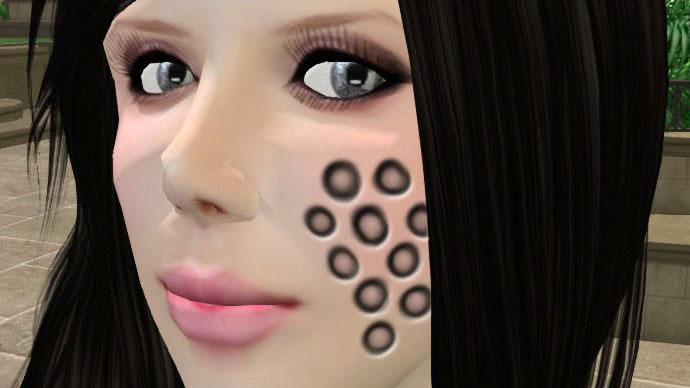
蓮コラの例

嫌がらせの例としては、2003年に日本で作成されて流行した、俗に「蓮コラ（はすコラ）」と称されるものがある。これは、花托といわれる部分の凹凸を人体にコラージュして斑状表現にした画像で、自らの身体に穴が開いているかのような嫌悪感や、皮膚表面の生理的不快感（悪寒や鳥肌）を催す、いわゆる「精神的ブラクラ」である。最初に投稿された女性の姿に蓮の実を合成した画像がリンクを通して電子掲示板に広まり、さらに数多くの亜種や、これに準ずるアスキーアートも作成された。この画像が伝播した韓国では、友人に悪戯半分でメールに添付して送りつけた者が逮捕される騒ぎになった（スポーツソウル2003年6月5日付け）。また、人によってはハニカムや不定形の網目模様を顔部分に貼り付けたものでも同様の生理的拒否反応を起こすことがある。
上記のような嫌悪を感ずる生理反応は、病から身を守るための本能という説もある。
鉄道趣味の世界では、画像を加工して実在しない（もしくは計画があったが実現しなかった）鉄道車両の画像を作成することがあり（塗装などは別の車両で実在したものを組み合わせることも多い）、これは俗に「ウソ電」とよばれている。この名称は元々個人向けHPのタイトルであったが、HPの運営者が鉄道模型雑誌『RM MODELS』で同名の連載を持つようになって以降、この名前が一挙に広まった。